# Lupin III: Part V
Pour les articles homonymes, voir Lupin (homonymie).
Lupin III: Part V (ルパン三世 PART5, Rupan Sansei Pāto Faibu) est une série télévisée d'animation japonaise produite par Telecom Animation Film, réalisée par Yūichirō Yano et écrite par Ichirō Ōkouchi. Il s'agit de la sixième adaptation télévisée d'animation du manga Lupin III de Monkey Punch, faisant suite à L'aventure Italienne.
En France, la série fut diffusée pour la première fois sur la chaîne Mangas le 20 novembre 2020.

## Synopsis
La série est située dans la France moderne et suit les aventures du voleur Arsène Lupin III. Dans le premier arc de la série, il infiltre un centre de données pour voler de la cryptomonnaie de « Marco Polo », un site sur le dark web, qui vend des objets illégaux tels que de la drogue et des armes. Le reste de l'ensemble des personnages principaux de la série, soit le tireur d'élite Daisuke Jigen, l’épéiste Goemon Ishikawa XIII, l'escroc Fujiko Mine et l'inspecteur Koichi Zenigata, sont rejoints par le nouveau personnage Ami Enan, une adolescente hackeuse.
Dans le deuxième arc, Lupin prend possession d'un carnet noir qui contient des informations extrêmement sensibles sur des personnes politiques haut placées, faisant de lui une cible pour l'impitoyable directeur de la DGSE et pour Albert d'Andrésy, un criminel diaboliquement rusé et l'ex-partenaire de Lupin qui se cache sous la façade d'un honnête fonctionnaire du gouvernement.
Dans le troisième arc, Lupin compte voler le Bloody Teardrop, un trésor national du royaume de Padar. Ce trésor est présentement porté par la princesse royale Dolma, qui s'est liée d'amitié avec Ami. Lorsqu'une révolution menace la vie de Dolma, Ami se réunit avec Lupin pour la sauver.
Le quatrième et dernier arc dévoile une dernière réunion avec Lupin et Ami contre la Shake Hands Corporation, un conglomérat informatique obscur qui a pour but de dominer le monde via un monopole du cyber-trafic et de l'utilisation d'internet, et qui a tiré les ficelles derrière les coulisses de certains des exploits de Lupin dans la série.
Des sous-thèmes récurrents dans la série comportent l'utilisation d'haute technologie contemporaine (particulièrement l'Internet, des systèmes de reconnaissance faciale et des drones de surveillance), ainsi que la question sur la confiance entre Lupin et le reste de sa bande.

## Fiche technique
- Titre original : ルパン三世 PART5
- Titre français : Lupin III: Part V
- Réalisation : Yūichirō Yano
- Scénario : Ichirō Ōkouchi, Gō Zappa, Daisuke Sakō, Kazushige Nojima, Takahiro Okura, Yuniko Ayana, Keiichi Sigsawa et Shatner Nishida, d'après le manga Lupin III de Monkey Punch[3]
- Musique : Yuji Ohno
- Character Design : Hisao Yokobori
- Société de production : Telecom Animation Film
- Pays de production : Japon
- Langue originale : japonais
- Format : couleur
- Nombre d'épisodes diffusés: 24
- Durée : 22 minutes
- Dates de première diffusion :
  - Japon : 4 avril 2018
  - France : 20 novembre 2020

## Distribution
- Kanichi Kurita (VF : Maxime Donnay) : Arsène Lupin III
- Kiyoshi Kobayashi (VF : Michel Hinderyckx) : Daisuke Jigen
- Daisuke Namikawa (VF : Jean-François Rossion) : Goemon Ishikawa XIII
- Miyuki Sawashiro (VF : Audrey Devos) : Fujiko Mine
- Kōichi Yamadera (VF : Robert Dubois) : Koichi Zenigata
- Inori Minase (VF : Marie Braam) : Ami Enan
- Nobunaga Shimazaki (VF : Thibaut Delmotte) : Gorō Yatagarasu
- Kenjiro Tsuda (VF : Jean-Michel Vovk) : Albert d'Andrésy
- Ayane Sakura (VF : Laurence Briand) : Dolma

## Épisodes
1. La Fille de la tour sous-marine
2. Lupin Game
3. Les tueurs se rassemblent dans le désert
4. La Fierté de Zenigata et la Poussière du désert
5. La Résolution d'un escroc
6. Lupin contre le coffre-fort intelligent
7. Son nom est Albert
8. Qui a le carnet noir?
9. L'homme qui n'est plus nommé Lupin
10. Voleur et Voleur
11. La Course pour la collection de Pablo
12. L'Extravagance de Goemon Ishikawa XIII
13. L'Arc, la Princesse et le Terroriste
14. Comment voler un royaume
15. Sa relation avec Lupin
16. Parlons des premiers amours
17. Voici le détective Jim Barnett III
18. Le Cadeau d'adieu de Fujiko
19. Mirage 7,62 mm
20. Zenigata de la Cambriole
21. Le plus grand des voleurs est dépassé
22. Réponds-moi, Zantetsu
23. Et là, un vieil ami a dit…
24. Lupin III est éternel

Source des titres francophones : JustWatch

## Production
La série a été annoncée à la Japan Expo à Paris en 2017, et 24 épisodes furent diffusés du 4 avril 2018 au 18 septembre 2018 sur le bloc de programmation AnichU de Nippon TV et sur d'autres réseaux de NNS. Elle fut aussi diffusée en streaming sur Hulu au Japon, et en simulcast sur Crunchyroll en japonais avec des sous-titres en anglais. Elle sortira sur vidéo maison au Royaume-Uni et en Irlande par @Anime. Elle fut aussi en ondes sur le bloc de programmation Toonami d'Adult Swim aux États-Unis à partir du 16 juin 2019. En juin 2021, Discotek Media annonça l’acquisition de la licence de distribution nord-américaine de la série. La compagnie sortit un coffret Blu-ray de l'anime le 26 octobre 2021.
La première édition DVD/Blu-ray japonaise comportant les cinq premiers épisodes de l'anime sortit le 25 juillet 2018. Il contient un épisode commémoratif prénommé Lupin a-t-il toujours le feu sacré? pour célébrer le cinquantième anniversaire du manga. L'épisode fut réalisé par Jun Kawagoe, avec Monkey Punch en tant que réalisateur général et avec des character designs d'Hisao Horikoshi et de Satoshi Hirayama. Son titre original (« Lupin brûle-t-il toujours? ») fait référence au premier épisode de la première série d'anime sur Lupin III (« Edgar brûle-t-il? ») et suit son histoire, mais comporte d'autres ennemis tels que Kyosuke Mamo, Sandayu Momochi, Pycal, et Stoneman. Un doublage anglophone de l'OVA eut sa première sur Toonami le 15 décembre 2019, soit une semaine après la diffusion du dernier épisode de la série.

## Accueil
Rose Bridges et Jacob Chapman d'Anime News Network ont chacun inclus Lupin III Part V sur leur liste des meilleurs anime de 2018. Bridges écrivit que bien que la série soit moins « newbie-friendly » que Part IV, elle surpasse son prédécesseur en étant plus concentrée et « en roue libre », gardant constamment l'attention des téléspectateurs.